# Río Baguales
Río Baguales är ett vattendrag i Chile.   Det ligger i regionen Región de Magallanes y de la Antártica Chilena, i den södra delen av landet, 2 000 km söder om huvudstaden Santiago de Chile.
Trakten runt Río Baguales består i huvudsak av gräsmarker. Trakten runt Río Baguales är nära nog obefolkad, med mindre än två invånare per kvadratkilometer.